# Эт-Тейбе
Эт-Тейбе (араб. الطيبة‎) — деревня на востоке Сирии, в районе Пальмира мухафазы Хомс. Расположена в оазисе в Сирийской пустыне.

## Население
По данным Центрального бюро статистики Сирии численность населения в 2004 году составляла 2413 человек.

## История
Деревня основана в период Средних веков. В начале XIII века географ Якут аль-Хамави отметил деревню, располагавшуюся между Пальмирой и Алеппо, в своих записях.
В 1616 году деревню посетил итальянский путешественник Пьетро делла Валле, обнаруживший в деревне ряд исторических архитектурных сооружений, в частности, мечеть и древние колонны.
В начале XVIII века деревня была покинута её жителями, которые переселились в район Эс-Сухне. В 1838 году деревня считалась покинутой по данным британского учёного Элая Смита. Современное поселение было основано в 1870 году, когда было получено разрешение губернатора османского санджака Дейр-эз-Заур. В этой деревне поселились 10-20 семей, а в последующем был также установлен пост османской жандармерии.
В годы Первой мировой войны деревня находилась под контролем местных бедуинских племён, а после окончания войны вошла в состав французского мандата в Сирии и Ливане.
В ходе гражданской войны в Сирии деревня была занята боевиками террористической организации «Исламское государство» и по состоянию на август 2017 года продолжает удерживаться ими.